# 1378.
◄ | 13. stoljeće | 14. stoljeće | 15. stoljeće | ►
◄ | 1340-ih | 1350-ih | 1360-ih | 1370-ih | 1380-ih | 1390-ih | 1400-ih | ►
◄◄ | ◄ | 1375. | 1376. | 1377. | 1378. | 1379. | 1380. | 1381. | ► | ►►
Arhitektura • Astronomija • Glazba • Knjige • Književnost • Kršćanstvo • Medicina • Pravo • Promet • Slikarstvo • Znanost

## Događaji
- Papinska konklava u Rimu i Agnaniju koja je uzrokovala Zapadni crkveni raskol.
- 11. kolovoza – bitka na rijeci Voži, prva velika ruska pobjeda nad mongolskom Zlatnom Hordom

## Vanjske poveznice
|  | Zajednički poslužitelj ima još gradiva o temi 1378. |